# Bastilla copidiphora
Bastilla copidiphora là một loài bướm đêm thuộc họ Erebidae. Nó được tìm thấy ở New Guinea và Úc.